# الاجرة (ذي السفال)

تعديل مصدري - تعديل

الاجرة محلة تابعة لقرية عرامة، التابعة لعزلة السيف بمديرية ذي السفال إحدى مديريات محافظة إب في الجمهورية اليمنية، بلغ تعداد سكانها 51 حسب تعداد اليمن لعام 2004.